# Лисицата и хрътката
„Лисицата и хрътката“ (на английски: The Fox and the Hound) е американски анимационен филм на компанията „Уолт Дисни“. Премиерата му в САЩ е на 10 юли 1981 г. Това е двадесет и четвъртият филм от поредицата „Класически анимационни филми“ на Дисни (Walt Disney Animated Classics).
Базиран е в малка степен на романа на Даниел Маникс „Лисицата и хрътката“ от 1967 г. По времето, когато излиза на екран, „Лисицата и хрътката“ е най-скъпата анимационна продукция дотогава. Филмът представя историята на двама приятели – хрътка и червена лисица, които трябва да се справят с естествените си инстинкти, за да запазят дружбата си.

## Сюжет
Лисиче остава без майка, след като тя е убита по време на лов. Благодарение на намесата на няколко добронамерени птички — сова, чинка и кълвач, лисичето е приютено от вдовицата Туийд, която го нарича Тод. В съседната ферма до тази на Туийд, старият ловец Еймъс Слейд довежда у дома малко кутре, хрътка на име Копър, и го запознава със своето ловджийско куче, Вожд.
Тод и Копър се срещат, сближават се и си обещават да останат приятели завинаги. Слейд е недоволен, че кутрето постоянно излиза за игра навън и го връзва в двора. Тод идва при Копър, но е усетен от Вожд. Слейд и Вожд преследват Тод, докато не са възспрени от вдовицата Туийд. След последвалия спор, Слейд заявява, че ще убие Тод, ако го види отново във фермата си.
Ловният сезон започва и Слейд заминава на дълъг лов с кучетата си, където Копър постепенно се проявява като отлично ловджийско куче. Междувременно, доброжелателната сова обяснява на Тод, че приятелството му с Копър не може да продължи, защото са естествени врагове, но той отказва да ѝ повярва.
Минават месеци, Тод и Копър порастват. В нощта, когато Слейд се връща с кучетата във фермата си, Тод (Мики Руни) се промъква, за да се види с Копър (Кърт Ръсел), когото още счита за най-добър приятел. Копър му казва, че е станал ловджийско куче и предишната им дружба вече е невъзможна. Вожд се събужда и вдига на крак Слейд. В последвалото преследване, Копър настига Тод, но го оставя да избяга, като го предупреждава, че това е за последен път. Вожд, обаче, продължава гонитбата, ударен е от влак и е тежко ранен. Слейд и Копър обвиняват Тод за случилото се и се заканват да отмъстят за пострадалото куче.
Туийд разбира, че домът ѝ вече не е безопасно място за Тод и го отвежда в резерват, където той се сближава с младата лисица Викси. Слейд и Копър влизат незаконно в резервата и подгонват двете лисици. В хода на преследването те са атакувани от мечка. Слейд попада в капан, заложен от самия него, и Копър се опитва да го защити от мечката, но битката е неравна. Тод се намесва навреме, за да спаси кучето и се бие с мечката, докато и двете животни падат във водопад. Копър намира изтощения Тод в езерото по-надолу. Слейд също се появява и е готов да застреля лисицата, но се отказва, трогнат от Копър, който прикрива с тялото си Тод. Слейд и Копър си тръгват и двамата приятели, лисицата и хрътката, се разделят с усмивка.
Обратно у дома, Туийд се грижи за пострадалия от капана Слейд, а кучетата си почиват. Копър се усмихва при спомена за деня, когато са се запознали с лисичето, а в това време Викси и Тод отново се събират на хълма над фермите.

## Награди
Филмът „Лисицата и хрътката“ има финансов успех.
 Печели награда „Златен екран“ (Golden Screen Award) през 1982 г., а също и номинации за холивудската награда „Млад актьор“ (Young Artist Award) и награда „Сатурн“ (Saturn Award) в категория „Най-добър фентъзи филм“.

## Продължение
На 12 декември 2006 г. излиза директно на видео „Лисицата и хрътката 2“. Филмът представя ранните години на двамата главни герои, преди събитията от втората половина на първия филм.